# Шималахово
Шима́лахово (чув. Шӑмалӑх) — деревня в Козловском районе Чувашской Республики России. Входит в состав Андреево-Базарского сельского поселения.

## География
Деревня находится в северо-восточной части Чувашии, в пределах Чувашского плато, в зоне хвойно-широколиственных лесов, на берегах реки Шутнер, к югу от автодороги М7, на расстоянии примерно 22 километров (по прямой) к юго-западу от города Козловки, административного центра района. Абсолютная высота — 114 метров над уровнем моря.

### Климат
Климат характеризуется как умеренно континентальный, с продолжительной морозной зимой и тёплым летом. Среднегодовая температура воздуха — 2,9 °С. Средняя температура воздуха самого тёплого месяца (июля) — 18,6 °C (абсолютный максимум — 38 °C); самого холодного (января) — −13 °C (абсолютный минимум — −44 °C). Безморозный период длится около 148 дней. Среднегодовое количество осадков составляет около 513 мм, из которых 359 мм выпадает в тёплый период. Снежный покров образуется в середине ноября и держится в течение пяти месяцев.

### Часовой пояс
Деревня Шималахово, как и вся Чувашия, находится в часовой зоне МСК (московское время). Смещение применяемого времени относительно UTC составляет +3:00.

## Население
| 2010 | 2012 |
| ---- | ---- |
| 6    | ↗8   |

### Половой состав
По данным Всероссийской переписи населения 2010 года в гендерной структуре населения мужчины составляли 50 %, женщины — соответственно также 50 %.

### Национальный состав
Согласно результатам переписи 2002 года, в национальной структуре населения чуваши составляли 100 % из 13 чел.